# طیف‌شناسی رامان

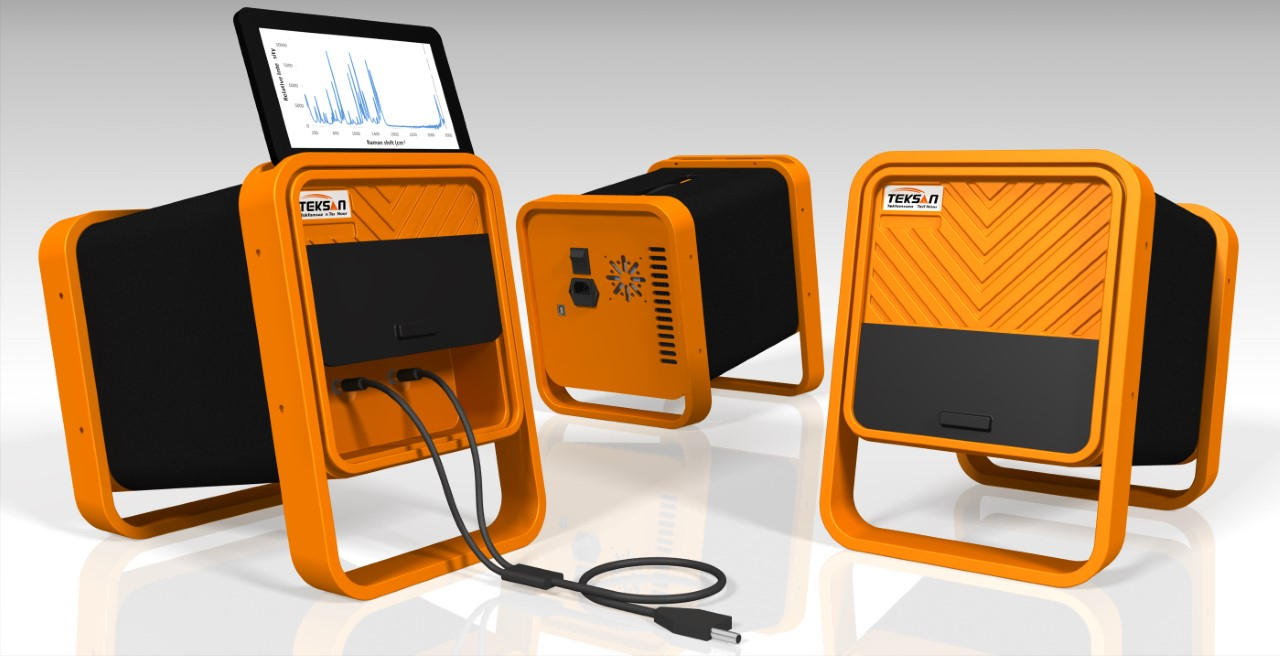
دستگاه طیف‌سنج رامان

طیف‌شناسی رامان یا طیف‌سنجی رامان مطالعه نوعی از برهمکنش بین نور و ماده است که در آن نور دچار پراکندگی غیرالاستیک می‌شود. در آزمایش‌های طیف‌سنجی رامان، فوتون‌های تک طول موج (در ناحیهٔ مرئی، نور تکفام گفته می‌شود) روی نمونه متمرکز می‌شود و عموماً لیزر به عنوان چشمه تکفام شدت بالا بکار می‌رود. فوتون‌ها با مولکول‌ها برهمکنش می‌کنند و بازتابیده، جذب یا پراکنده می‌شوند. طیف‌سنجی رامان فوتون‌های پراکنده شده را مطالعه می‌کند. غالباً فوتون‌هایی که با مولکول‌ها برهمکنش می‌کنند، به‌طور الاستیک پراکنده می‌شوند. به این نوع پراکندگی، پراکندگی ریلی گفته می‌شود و فوتون‌های پراکنده شده همان طول موج نور فرودی را دارند. اما تقریباً از هر یک میلیون فوتون، یک فوتون به‌طور غیرالاستیک پراکنده می‌شود. در پراکندگی رامان، فوتون فرودی با ماده برهمکنش می‌کند و طول موج آن به سمت طول موج‌های بیشتر یا کمتر شیفت می‌یابد. شیفت به طول موجهای بیشتر غالب است و این پراکندگی را رامان استوکس می‌گویند. اتفاقی که در اینجا می‌افتد آن است که فوتون با ابر الکترونی پیوندهای گروه‌های عاملی برهمکنش می‌کند و الکترون را به یک حالت مجازی برانگیخته می‌کند. سپس الکترون از حالت مجازی به یک حالت ارتعاشی یا چرخشی برانگیخته واهلش می‌یابد. این باعث می‌شود که فوتون مقداری از انرژی خود را از دست بدهد و به صورت پراکندگی رامان استوکس آشکارسازی شود. انرژی از دست داده شده ارتباط مستقیمی با گروه عاملی، ساختار مولکولی متصل به آن، نوع اتمهای مولکول و محیط آن دارد.
طیف‌های رامان هر مولکول، منحصربه‌فرد است. از این رو می‌توان از آن مانند «اثر انگشت» در تشخیص ترکیبات مولکولی روی یک سطح، درون یک مایع یا در هوا استفاده کرد.

## تئوری طیف‌سنجی رامان
یکی از روش‌های متداول بیناب نگاری، طیف‌سنجی رامان است که مدهای چرخشی، ارتعاشی، و دیگر مدهای فرکانسی کوتاه در یک سیستم را مطالعه می‌کند. در جریان این طیف‌سنجی نور تکفام دچار پراکندگی غیرالاستیک یا همان پراکندگی رامان می‌شود و غالباً از لیزرهای مرئی، فروسرخ و فرابنفش برای تحریک استفاده می‌شود. نور لیزر با جنبش‌های مولکولی، فونون‌ها و دیگر تحریک پذیرها برهمکنش کرده و در اثر این برهمکنش فوتون‌های بازتابیده دارای تغییر فرکانس به طول موج‌های بالاتر و پایین‌تر هستند. البته باید توجه داشت کسر قابل توجهی از فوتون‌ها بدون تغییر طول موج از سطح نمونه بازتابیده می‌شوند. تغییر فرکانس در این پدیده حاوی اطلاعات بسیار مهمی از جنبش‌های مولکولی در سیستم است. می‌توان عنوان نمود که در طیف‌سنجی رامان، شدت و طول موج نور پراکنده شده نور لیزری که با یک نمونه در وضعیت گاز، مایع، جامد یا پلاسما تعامل می‌نماید را اندازه‌گیری می‌نماید. به بیانی دیگر سیگنال رامان از تعامل نور (فوتون‌ها) با نوسانات فونون‌ها در یک نمونه مورد مطالعه، سرچشمه می‌گیرند. بررسی و تجزیه و تحلیل اطلاعات بدست آمده در طیف‌سنجی رامان منجر به تعیین ساختار، اندازه‌گیری کیفی و در مواردی کمی و همچنین مطالعه اثرات بسیاری از پارامترهای مختلف فیزیکی از قبیل دما، فشار، تنش، کرنش و … بر نوسانات بین اتمی و بین مولکولی (فونون‌ها) می‌گردد. برای مثال طیف‌های رامان بلورها شامل نوارهای طیفی می‌باشد که مرتبط به ارتعاشات داخل یاخته واحد (مدهای داخلی) و ارتعاشات شبکه (مدهای شبکه) می‌باشد. ممکن است تعداد معینی اتم زمانی‌که کنار یکدیگر قرار می‌گیرند منجر به یک ساختار خاص گردند که دارای تقارن معینی می‌باشند. همان مجموعه اتمی می‌توانند در شرایط مختلف فیزیکی دارای تقارن متفاوتی باشند. در دو وضعیت فوق بلور منجر به طیف‌های رامان متفاوت می‌گردد؛ لذا هر گونه تغییری در فاصله بین اتمی یا بین مولکولی و همچنین محیط بین آن‌ها از قبیل تغییر و جایگزینی اتمها منجر به جابجایی در فرکانس‌های رامان می‌گردد.
غالباً نور لیزر به نمونه برخورد می‌کند و نور بازتابیده از سطح نمونه بوسیله یک لنز جمع شده و بوسیله فیبری به آشکارساز مربوطه منتقل می‌شود. طول موج‌های نزدیک به طول موج لیزر که ناشی از برهمکنش الاستیک (پراکندگی ریلی) از سطح نمونه هستند بوسیله یک فیلتر جذب می‌شوند و پرتوهای بازتابیده شده‌ای که دارای تغییر فرکانسی هستند، عبور می‌کنند و به آشکارساز می‌رسند. طول موج‌هایی که دارای تغییر فرکانسی (طول موجی) هستند برای ما حائز اهمیتند که همان سیگنال‌های رامان محسوب می‌شوند.
سطح مقطع پراکندگی رامان بسیار کوچک است و سخت‌ترین مرحله در این روش جدا کردن پرتوهای الاستیک ریلی از پرتوهای تغییر یافته فرکانسی رامان است. در گذشته از توری‌های هولوگرافیک و مراحل پاشش چندگانه برای حصول درجه بالایی از طرد پرتو لیزر استفاده می‌شد. در گذشته، فوتومالتی پلیرها، آشکارساز انتخابی برای دستگاه‌های رامان پاششی بودند که منجر به زمان جمع‌آوری داده طولانی می‌شد. با این وجود، دستگاهوری مدرن تقریباً به صورت جهانی از نوج یا فیلتر لبه‌ای notch or edge filters برای طرد پرتو لیزر و از اسپکتروگرافها چه تکفامساز عبور محوری (AT)، زرنی-ترنر (CT) یا اسپتروسکوپی تبدیل فوریه و آشکارسازهای CCD استفاده می‌کنند.

## تاریخچه
پراکندگی ناکشسان نور توسط آدولف اسمکال در سال ۱۹۲۱ پیش‌بینی شده بود ولی این پدیده در سال ۱۹۲۸ مشاهده شد. یکی از کاشفان این پدیده را اثر رامان به نام دانشمند هندی سر رامان که این اثر را با استفاده از نور خورشید مشاهده کرده بود به نام او نامیدند که در سال ۱۹۳۰ برای این کشف وی توانست نوبل فیزیک را دریافت کند.
جمع‌بندی و چارچوب بندی این اثر فیزیکی توسط فیزیکدان جورج پلاکزیک چکوسلوواک بیسن سال‌های ۱۹۳۰ تا ۱۹۳۴ توسعه و کامل نمود. در حال حاضر به عنوان منبع از لیزر استفاده می‌شود.
رنگ آبی آسمان سیاره ما ناشی از پراکندگی نور خورشید از مولکول‌های گازی موجود در جو می‌باشد. در این موقعیت پرسیدن این سؤال که چه کسی برای اولین بار این پراکندگی را مشاهده کرد، امری بیهوده است.
افرادی مانند لئوناردو دا وینچی در قرن ۱۵ میلادی و نیوتن در قرن ۱۷ میلادی و کلوزیوس در قرن ۱۹ میلادی سعی کردند که چرایی آبی بودن رنگ آسمان را توجیه کنند، گرچه غالب تئوری‌های آنان اشتباه بود. برای اولین بار در آزمایشگاه تیندال تأسیس ۱۹۸۶، توسط آقای ریلی در سال ۱۸۹۹ میلادی تئوری بیان شد که توانست پراکندگی نور را توجیه کند. این تئوری پراکندگی پاسخی بود به چرایی آبی بودن رنگ آسمان سیاره ما. پدیده رنگین کمان نیز گواه بزرگتری برای رنگی بودن نورهای بازتابیده و پراکنده شده در آسمان بود که پیدا کردن راه حل منطقی این سؤال که چرا رنگ آسمان آبی است را پیچیده‌تر و دشوارتر می‌کرد. بسیاری از دانشمندان تلاش‌های زیادی برای پاسخگویی این سؤال کردند تا اینکه مولوکوفسکی توانست در سال ۱۹۰۸ میلادی بهترین توجیه را به جامعه علمی ارائه دهد. این دانشمند مبنای توجه خود را بر افزایش قابل ملاحظه چگالی شدت در هنگام پراکندگی نور و تغییر فاز نور در هنگام شکست آن قرار داد. در سال بعد انیشتین، در سال ۱۹۸۰ میلادی نشان داد که چگونه می‌توان این تغییرات را در متغیرهای ترمودینامیکی و همچنین شدت نور در زمان شکست را می‌توان دقیقاً اندازه‌گیری کرد. آقایان زرنیک و ارنشتاین برای پراکندگی نور رابطهٔ بدست آمده توسط انیشتین را در نقطه شکست تأیید کردند و به بیان دیگری تئوری پراکندگی نور حاصل از تغییرات شدت در نقطه شکست در اوایل قرن ۲۰ میلادی به خوبی منسجم شد. بسیاری از اطلاعات خام تئوری مشاهده شده در آن زمان به کار گرفته شد تا با موفقیت این پدیده فیزیکی را توجیه کنند، همچنین در این میان، این اطلاعات توانست مقدار عدد آواگادرو را در نور پراکنده شده در گازها بادقت مشخص کند. مطالعات پراکندگی نور در کشورهایی مانند روسیه، فرانسه، هند و ایالات متحده آمریکا و آلمان به‌طور جدی دنبال می‌شد. در اوایل قرن ۲۰ میلادی افرادی مانند رامان و کریشنان در هند و آقایان لندزبرگ و مندل در روسیه و کابانز و دائور در فرانسه پیشرو این زمینه بودند. این سه گروه در حال بررسی تغییر فرکانس نور پراکنده شده در شرایط مختلف فیزیکی بودند که دو گروه هندی و روسی مطالبی را مشاهده کردند که برنامه یا هدفی برای مشاهده آن نداشتند این یافته‌ها توسط این دو گروه مبنای تئوری مورد نظر ما می‌باشد. آقایان لندربرگ و مندل اشتام پراکندگی نور را در کوارتز و چند کریستال دیگر مورد بررسی قرار دادند تا نورهای بازتابیده که دچار تغییر فرکانس شده‌اند را بیابند. در همان زمان آقای رامان و کریشنان در کلکته هند هزاران کیلومتر دورتر از دانشمندان روسی در حال بررسی تغییرات نور در اثر کامپتون بودند. آن‌ها با چاپ سه مقاله در سال ۱۹۲۸ میلادی در این زمینه این اثر را به نام خود ثبت و شامل دریافت جایزه نوبل بخاطر کشفشان شدند این در حالی بود که گزارش آقایان رامان و کریشنان اندکی زودتر از گزارش دانشمندان روسی بود.
امروزه مطالعات بر روی پراکندگی نور در زمینه تجربی و تئوری به هزاران شاخه منتهی می‌شود و چند هزار دانشمند و محقق به‌طور جدی بر روی این مسئله در حال تحقیق و کاوش هستند. نمودارهایی موجودند که بیان‌کننده حجم بالای مطالعات و تعداد کثیر مقالات چاپ شده در مورد این کشف دربارهٔ نور می‌باشند.

## کاربردها
تکنیک رامان در حوزه‌های متنوعی کاربرد دارد و استفاده از آن در پزشکی، داروسازی، علوم تغذیه، علوم دفاعی و صنعت رشدی چشمگیر پیدا کرده‌است. با توجه به رویدادهای جهانی اخیر به ایجاد تکنیک‌های آشکارسازی سریع خطرات بیولوژیکی برای ارتش و امنیت ملی توجه عمده‌ای می‌شود و در این میان طیف‌سنجی رامان به دلیل اینکه اطلاعات دقیق و سریعی از ترکیب مولکولی مواد زیستی را به روشی غیر مخرب فراهم می‌کند، مورد توجه است.
در حال حاضر تکنیک رامان جهت تشخیص مواد منفجره، عوامل جنگ‌های شیمیایی و باکتریایی و مواد شیمیایی خطرناک به کار می‌رود. تکنیک رامان همچنین می‌تواند نمونه‌ها را به روش غیرتماسی و غیر مخرب از میان مواد بسته‌بندی شفاف یا نیمه شفاف بررسی کند؛ بنابراین موادی مانند داروها و مواد مخدر را می‌توان از میان کیسه پلاستیکی حاوی آن تحلیل کرد و به این ترتیب امکان آسیب مدارک و شواهد جنایی یا آلوده شدن آن‌ها اجتناب می‌شود.
می‌توان پروب طیف‌سنجی رامان مجهز به فیبر نوری را به گونه‌ای طراحی کرد که نیترات، نیتریت و هیدروکسید در مخازن حاوی پسماندهای رادیواکتیو را اندازه‌گیری کرد. این سه ماده شیمیایی برای نمایش و کنترل خوردگی مخزن بکار می‌روند. به این ترتیب نیازی به برداشت فیزیکی نمونه مواد درون مخزن و خطرات حمل آن به یک آزمایشگاه ثابت جهت تحلیل مواد نمی‌باشد. دقت آشکارسازی رامان به عوامل مختلفی از جمله طول موج لیزری به کار رفته و ماده خاص بستگی دارد. دقت آشکارسازی این تکنیک از چند ppm تا ppb می‌تواند باشد.
یک بحث کلیدی در حوزه با تحول سریع میکروالکترونیک، کنترل کیفیت در زمان فرایندهای آماده‌سازی است. مشکل اساسی که باید برطرف کرد، گسیختگی در اثر کرنش است که به دلیل عدم تطابق شبکه مواد مختلف، اختلاف در ضرایب انبساط گرمایی و … به وجود می‌آید. قابلیت رامان در نمایش تنش و پارامترهای دیگر مانند دمای سطح/قطعه آن را به عنوان ابزاری مؤثر در ساخت قطعات نیم‌سانا مطرح می‌کند. همچنین توانایی این تکنیک در فراهم آوردن تصاویری دقیق از سلول‌ها، امکان تحلیل و مقایسه بین بافتهای سالم و بیمار را ممکن می‌سازد که به ویژه در مطالعه سرطان مهم است.

### کاربرد رامان در آشکارسازی DNA با اسپکتروسکوپی رامان
محققان دانشگاه Strathclyd انگلیس توانستند با اسپکتروسکوپی رامان رشته‌های DNA جفت شده و جدا شده را با اتصال آن‌ها به نانوذرات نقره مشاهده کنند.SERRS (تفرق رزونانسی سطحی تقویت شده رامان) با اندازه‌گیری اختلاف انرژی نور متفرق شده از نور تابیده شده، نوعی طیف لرزشی از یک مولکول به‌دست می‌دهد. شدت تفرق با جذب ملکول‌های هدف به درون سطح فلزی ناهموار -مانند نانوذرات نقره یا طلا- افزایش می‌یابد. اگر نانوذرات متراکم شده و مولکول جذب شده دارای یک کروموفور باگذار الکترونیکی منطبق با طول موج برانگیختگی باشد، نتایج بهتری بدست خواهد آمد.
تامسون عضو این تیم تحقیقاتی می‌گوید: «ما می‌خواستیم بدانیم آیا DNA نشان‌دار شده رنگی می‌تواند برای جمع کردن انتخابی نانوذرات نقره به‌کار رود و آیا عکس‌العملی در برابر SERRS می‌دهد؟».
تیم تحقیقاتی فوق، دو گروه نانوذرات نقره را با یک نوع رنگ پوشش دادند و سپس یک رشته کوتاه DNA را به هر گروه متصل کردند. رشته‌های DNA در هر دو گروه نانوذرات نقره با یکدیگر مکمل نشدند. سپس رشته‌ای از DNA نشاندار را که مکمل یکی از رشته‌های DNA موجود در دو گروه نانوذرات بود وارد کردند DNA نشاندار به رشته DNA در هر دو گروه از نانوذرات چسبید. آنالیز SERRS، افزایشی چشمگیر را در تراکم و شدت طیف رنگی نشان داد.
گرم کردن محلول موجب جدا شدن رشته‌های DNA از خوشه‌های نانوذرات می‌شود و سیگنال‌های SERRS را محو می‌کند. این نتایج نشان می‌دهد که SERRS می‌تواند برای مطالعه برهم‌کنش مولکولی استفاده شود. دکتر گراهام رهبر این تیم تحقیقاتی می‌گوید: «گرچه ما فقط از دوگانه‌سازی DNA استفاده کردیم ولی این روش کاربردهای دیگری در سایر مولکول‌های زیستی مانند برهم‌کنش‌های پروتئین-پروتئین نیز دارد». البته گودایسر از دانشگاه منچستر انگلیس که از تکنیک‌های اسپکتروسکوپی برای آنالیز ملکول‌های زیستی استفاده می‌کند، در این زمینه احتیاط بیشتری دارد و می‌گوید اساساً SERRS برای تصویربرداری از سلول‌ها به‌تازگی به واقعیت پیوسته‌است. او معتقد است در میکرواسپکتروسکوپی رامان اخیر، زمان مورد نیاز برای بدست آوردن هر طیف، محدودیت ایجاد می‌کند. هرچند توانایی افزایش سیگنال موجب می‌شود تا تصاویر، سریعتر دریافت شود. البته آنچه که لازم است، تولید ابزاری قوی و تجدیدپذیر، برای پوشش دادن سلول‌ها و بافت‌ها با نانوذرات نقره یا طلاست.
از معتبرترین برندهای سازنده سیستم طیف‌سنجی رامان در دنیا می‌توان به کمپانی‌هایی همچون Scientific Thermo, Renishaw, Jasco اشاره کرد.

## استفاده از رامان در تشخیص تومورها و سرطانهای مغزی
حدود ۴۵٪ تومورهای مغزی گلیوم (gliomas) هستند که در حال حاضر توسط ترکیبی از دستگاه‌های سی تی اسکن، MRI و الکتروانسفالوگرام(electroencephalogram) تشخیص داده می‌شوند.
یکی از چالش‌های اصلی در عمل جراحی تومور مغزی، جدا کردن بافت سالم از بافت تومور است که می‌بایست بدون کمترین به جا ماندگی بافت تومور انجام گیرد و حذف ناقص تومور خطر ابتلای مجدد به سرطان تومور را افزایش می‌دهد که با استفادهاز رامان می‌توان با دقت بسیار بالایی برای تشخیص و برداشت این بافتها عمل نمود.
یکی از قابلیت‌های منحصر به فرد روش رامان امکان اتصال آن به تجهیزات جانبی مختلف از جمله پروب‌های فیبر نوری می‌باشد که تصویر آن در شکل ۲ آورده شده‌است، روش کار به این صورت است که این فیبر وظیفه انتقال نور لیزر به بافت مورد بررسی و سپس جمع‌آوری اطلاعات را به عهده دارد که تشخیص و تمیز بافتهای سالم و تومورها از هم را برای پزشک و جراح فراهم می‌کند. جراح در هنگام عمل می‌تواند از این قابلیت به راحتی استفاده نموده و بادیدن تفاوت بین سلولها به سرعت تصمیم‌گیری نموده و به ادامه جراحی با دقت و نتیجه خوب بپردازد.
به عنوان مثال استفاده از رامان برای تومورهای مغزی، امکان تشخیص بدون استفاده از آنتی‌بادی‌ها و نشانگرها برای تومورهای metastatic در موش صحرایی را فراهم کرده‌است. برای گلیوم‌هایی با درجه بالا، طیف رامان سهم بیشتری از اسید هسته ای نسبت به بافت نرمال دارند که باعث تغییر در پراکندگی نور برگشتی و در نتیجه طیف خروجی رامان می‌شود که در تصویر زیر با رنگهای مختلف نشان داده شده‌است. همچنین توانایی ایجاد تصاویر طیفی رامان نشان داده‌است که همبستگی خوبی با نتایج دریافت شده توسط روش رنگ آمیزی H&E دارند.